# Jung Schlangen
Jozef (Jung) Schlangen (Kerkrade, 16 oktober 1917 – Kerkrade, 9 december 2005) was een Nederlands voetbaltrainer, onder meer werkzaam bij Fortuna '54 en MVV.
Schlangen begon zijn trainersloopbaan bij de ploeg waar hij zijn spelersloopbaan afsloot; VV Bleijerheide. Na twee periodes Roda Sport, werd Schlangen in 1961 gepresenteerd als nieuwe eindverantwoordelijke bij Eredivisionist Fortuna '54. Nadien werd hij in het seizoen 1965/66 met Sittardia kampioen van de Eerste divisie. Van 1968 tot 1969 stond Schlangen aan het roer bij de Maastrichtse club MVV. In 1973 sloot hij zijn trainersloopbaan af bij de amateurs van KVC Oranje.

## Loopbaan

### Jeugd
Jung Schlangen werd op 16 oktober 1917 geboren in Kerkrade, als zoon van Pieter Joseph Schlangen en Maria Katharina Craussen. Hij was in zijn jeugd een verdienstelijk biljarter en voetballer. Op zijn vijftiende werd  hij Limburgs kampioen biljarten en op 17-jarige leeftijd had hij een plaats in het Limburgs voetbalelftal verworven. Als zestienjarige maakte Schlangen zijn intrede in het eerste elftal van VV Juliana , waarmee hij in 1940 kampioen van Zuid-Nederland werd. Op 5 september 1945 trouwde Jung Schlangen met Maria Elisabeth Theresia (Liesje) Urlings. Nadat ze samen een slagerij in Bleijerheide begonnen ging hij na de oorlog bij VV Bleijerheide op landelijk niveau voetballen.

### Roda Sport
In het seizoen 1954/55 fungeerde Schlangen als speler/trainer bij VV Bleijerheide, waar hij op het middenveld speelde. Toen in november 1954 VV Bleijerheide en SV Kerkrade fuseerden tot Roda Sport, mocht hij met een speciale vergunning van de KNVB verder blijven trainen. Schlangen sloot met Roda Sport het seizoen af op de negende plaats, wat net voldoende was voor plaatsing voor het hoogste niveau voor het volgende seizoen. Schlangen werd toen jeugdtrainer bij Rapid JC, een functie die hij tot 1959 vervulde.
In 1959 haalde Schlangen zijn trainersdiploma en keerde hij terug bij Roda Sport, dat inmiddels uitkwam in de Tweede divisie, na degradatie uit de Eerste divisie in het voorgaande seizoen. Roda sloot het seizoen af op een gedeelde tweede plaats, wat recht gaf op promotie naar de Eerste divisie. Het had een beter doelsaldo dan EBOH, ware het niet dat destijds alleen de punten van belang waren. Daarom speelden zij een beslissingswedstrijd. Deze verloren Schlangen en zijn ploeg, waarna een play-off wedstrijd volgde. De beide nummers drie uit de competities; Roda Sport en Heerenveen, moesten in een dubbele ontmoeting uitmaken wie de vijfde en laatste promovendus zou worden. Heerenveen won het tweeluik met 4-0. In zijn tweede en tevens laatste seizoen eindige Schlangen met Roda Sport op een zesde plek. Schlangen verliet de ploeg medio 1961 omdat hij zijn voetbalwerkzaamheden niet meer kon combineren met het runnen van zijn eigen slagerszaak.

### Fortuna '54 en Sittardia
Schlangen maakte vervolgens de overstap naar Eredivisionist Fortuna '54. Twee seizoenen op rij werden afgesloten in de middenmoot van de Eredivisie, tweemaal werd de jaargang afgesloten op plek twaalf. In zijn laatste seizoen vertrok hij vroegtijdig (april) vanwege persoonlijke redenen, waarna hij werd opgevolgd door Wim Latten. Na twee jaar afwezigheid keerde Schlangen in 1965 weer terug in de voetballerij, ditmaal bij Sittardia. Sittardia was uit de Eredivisie gedegradeerd. Het was aan de voormalig trainer van Roda Sport en Fortuna ’54 om onmiddellijke terugkeer naar het hoogste niveau te bewerkstelligen. Om dit doel te bereiken werd de topscorer van het betaald voetbal aangetrokken, de 21-jarige Leo van der Linden kwam over van Helmondia '55. In het seizoen 1965/1966 werd Sittardia kampioen van de Eerste divisie. Het betekende voor Schlangen de eerste (en enige) grote prijs in zijn trainersloopbaan. Ondanks de promotie verliet Schlangen de Sittardse ploeg en verliet hij wederom voor twee jaar de voetballerij.

### MVV
In april 1968 werd bekend dat Schlangen voor het komende seizoen aan de slag ging bij MVV Maastricht, de nummer 13 van het voorgaande Eredivisieseizoen. MVV behaalde geen goede resultaten onder de leiding van Schlangen en de trainer zou dan ook het einde van het seizoen niet halen. De eerste acht wedstrijden van het seizoen gingen verloren en in de beker had MVV een verlenging nodig om het twee divisies lager spelende Fortuna Vlaardingen te verslaan. Op 19 maart 1969 werd Schlangen ontslagen, nadat MVV onder zijn bewind slechts drie van de vierentwintig competitiewedstrijden winnend had afgesloten. Onder zijn opvolger George Knobel verbeterden de resultaten en wist MVV zich uiteindelijk te handhaven. 
In het seizoen 1972/73 had Schlangen zijn laatste klus als trainer, bij KVC Oranje.

## Palmares

### Als trainer
| Competitie     | Aantal | Jaar    |
| -------------- | ------ | ------- |
| Sittardia      |        |         |
| Eerste divisie | 1      | 1965/66 |